# Orchomene nana
Orchomene nana är en kräftdjursart som beskrevs av Kroyer 1846. Orchomene nana ingår i släktet Orchomene och familjen Lysianassidae. Arten är reproducerande i Sverige. Inga underarter finns listade i Catalogue of Life.